# パリ条約 (1310年)
パリ条約（パリじょうやく、ドイツ語: Vertrag von Paris）は1310年に締結された、フランス王フィリップ4世とローマ王（後にローマ皇帝）ハインリヒ7世の間の和約。
神聖ローマ帝国のホーエンシュタウフェン朝以降、フランスは拡張政策をとっており、ハインリヒ7世はそれを止めようとした。この条約の締結により、彼は少なくともフランスとの辺境においてその目的を達成した。
この条約でフィリップ4世と講和した後、ハインリヒ7世はリヨンのフランス軍にも接触した。